# Aragno
Aragno is een plaats (frazione) in de Italiaanse gemeente L'Aquila.